# 상하이 자기부상열차
상하이 자기부상열차는 중국의 푸둥 국제공항역에서 상하이 지하철 2호선 룽양루역까지 이어지는 고속 자기부상열차이다. 영업최고속도는 430km/h로 차량은 지멘스의 기술, 사양을 이어 받아 제작된 차량이다.
푸둥 국제공항역과 상하이시 교외의 룽양루 역사이 29.863km를 7분 20초에 연결한다. 상설 실용선 자기 부상식 철도로서는 영국, 독일에 이어 세계 3번째이다. 